# Sarah Ulmer
Sarah Elizabeth Ulmer (Auckland, 14 de marzo de 1976) es una deportista neozelandesa que compitió en ciclismo en las modalidades de pista, especialista en las pruebas de persecución individual y puntuación, y ruta.
Participó en tres Juegos Olímpicos de Verano, entre los años 1996 y 2004, obteniendo una medalla de oro en Atenas 2004, en la prueba de persecución individual, el séptimo lugar en Atlanta 1996 (persecución individual) y el cuarto en Sídney 2000 (persecución individual).
Ganó dos medallas en el Campeonato Mundial de Ciclismo en Pista, oro en 2004 y bronce en 1999.

## Medallero internacional
| Juegos Olímpicos   | Juegos Olímpicos      | Juegos Olímpicos  | Juegos Olímpicos       |
| Año                | Lugar                 | Medalla           | Competición            |
| ------------------ | --------------------- | ----------------- | ---------------------- |
| 2004               | Atenas (Grecia)       | Medalla de oro    | Persecución individual |
| Campeonato Mundial |                       |                   |                        |
| Año                | Lugar                 | Medalla           | Competición            |
| 1999               | Berlín (Alemania)     | Medalla de bronce | Puntuación             |
| 2004               | Melbourne (Australia) | Medalla de oro    | Persecución individual |

## Palmarés en pista
- 1994
  - Campeona del mundo júnior en Persecución 
  - Campeona del mundo júnior en Puntuación
- 2002
  - Medalla de oro a los Juegos de la Commonwealth en Persecución
- 2004
  - Medalla de oro a los Juegos Olímpicos del 2004 en Persecución
  - Campeona del mundo de persecución

### Resultados a laCopa del Mundo
- 1995
  - 1.ª en Adelaida, Quito y Tokio en Persecución
- 2000
  - 1.ª en Cali, en Persecución
- 2001
  - 1.ª en Ciudad de México, en Persecución
- 2002
  - 1.ª en Sídney, en Persecución
  - 1.ª en Sídney, en Scratch
- 2003
  - 1.ª en la Clasificación general y a las pruebas de Sídney y Aguascalientes, en Persecución
- 2004
  - 1.ª en la Clasificación general y a la prueba de Sídney y Aguascalientes, en Persecución

## Palmarés en ruta
- 1998
  - Vencedora de 2 etapas en el Tour de Toona
- 1999
  - Vencedora de una etapa a la Women's Challenge
  - Vencedora de 2 etapas en el Tour de Toona
- 2000
  - Vencedora de 4 etapas en el Tour de Toona
- 2001
  - Vencedora de una etapa del Tour del Aude
  - Vencedora de una etapa al Tour de Snowy
- 2003
  - Vencedora de 3 etapas al Trofeo de Oro
- 2004
  - Vencedora de una etapa al Geelong Tour
- 2005
  - Campeona oceánica en ruta
  - Campeona oceánica en contrarreloj
  - Campeona de Nueva Zelanda en ruta
  - Vencedora de una etapa del Tour de la Drôme
- 2006
  - 1.ª en la Vuelta a Nueva Zelanda y vencedora de 2 etapas
  - 1.ª en el Fitchburg Longsjo Classic
  - 1.ª en la New Zealand Cycle Classic